# Kânyâkumârî
Cet article concerne la ville indienne. Pour le film, voir Kanyakumari (film). Pour le cap, voir Cap Comorin.
Kânyâkumârî (tamoul : கன்னியாகுமரி) est une ville du Tamil Nadu, la plus méridionale de l'Inde. Au temps du Raj britannique, elle était connue sous le nom de Cap Comorin, qui est aussi le nom du cap le plus méridional de la péninsule indienne. La ville importante la plus proche est Thiruvananthapuram, la capitale du Kerala.

## Géographie
Kânyâkumârî se trouve sur le cap Comorin baigné par la mer des Laquedives. Elle se trouve à la pointe méridionale des Ghats occidentaux.
La ville est située dans le district de Kanniyakumari, auquel elle a prêté son nom, mais dont le chef-lieu est cependant Nagercoil.

## Importance
Kânyâkumârî est un centre de pèlerinage important pour les hindous notamment en raison de la présence du temple de Bhagavathi, un des sanctuaires majeurs consacrés à la déesse Bhagavaty ou Bhagavati, une divinité dont le culte est particulièrement populaire et caractéristique du Kerala. C'est ici que le philosophe bengalî Vivekananda a médité avant de se rendre au Parlement des religions de Chicago en 1893. Aujourd'hui, un mémorial à Vivekananda se dresse sur un rocher à 500 mètres au large en face de la ville. En 2000, le gouvernement du Tamil Nadu a complété le site avec une statue de l'écrivain et philosophe d'expression tamoul Tiruvalluvar située sur un autre îlot tout proche.
C'est un des points où les cendres de Gandhi ont été répandues et où s'élève un mémorial en son souvenir.
En langue hindoustanie et dans l'imaginaire collectif indien, Kanyakumari est toujours associée aux phrases qui évoquent l'étendue ou la grandeur de l'Inde, coloniale comme indépendante. Telles que " ख़ैबर से कन्याकुमारी ou خیبر سے کنیاکماری (k͟haibar se kanyākumārī) ", qui veut dire « de Khyber à Kanyakumari » et " کشمیر سے کنیاکماری ou कश्मीर से कन्याकुमारी (kaśmīr se kanyākumārī) ", qui signifie « du Cachemire à Kanyakumari »,,.

## Transports
La ville dispose d'une gare, qui est un terminus ferroviaire symbolique par sa localisation géographique. La gare de Kanyakumari, en tête de ligne, est desservie par de nombreuses liaisons ferroviaires à destination de la plupart des grandes villes indiennes, et qui lui donnent un accès à une vaste partie du pays.
La ville est le terminus de deux des trains aux plus longs parcours dans le sous-continent indien, qui sont le Dibrugarh-Kânyâkumârî Vivek Express qui la relie à Dibrugarh, dans l'Assam, et le Himsagar Express, qui la relie à Katra, dans le Jammu-et-Cachemire.
La position symbolique de Kanyakumari lui a également assuré une attention privilégiée dans le réseau routier indien. Les autoroutes NH 44 et NH 66 ont pour point de départ la ville, et la mettent en communication directe avec respectivement Srinagar et Panvel.
La NH 44, plus longue route nationale indienne, bénéficie du projet North–South–East–West Corridor (NS-EW) dans le cadre du programme de développement des routes nationales (NHDP). Elle traverse le pays du nord au sud, et met en relation entre Srinagar et Kanyakumari, des villes comme Jalandhar, Delhi, Agra, Gwalior, Nagpur, Hyderabad, Bangalore, Salem et Madurai.
La NH 66, est une route nationale qui suit la côte ouest indienne, et relie la plupart des grands centres urbains entre Panvel (ville de la banlieue de Bombay) et Kanyakumari, tels que Panaji, Karwar, Udupi, Mangalore, Cannanore, Calicut, Cochin et Trivandrum.
La fameuse East Coast Road ou ECR, qui reliait autrefois Madras à Pondichéry puis Nagapattinam, en longeant la Côte de Coromandel, a été également étendue jusqu'à Kanyakumari. Cette route suit ainsi la vaste majorité du trait de côte du Tamil Nadu.
L'aéroport le plus proche est l'aéroport international de Trivandrum.

## Galerie de photos

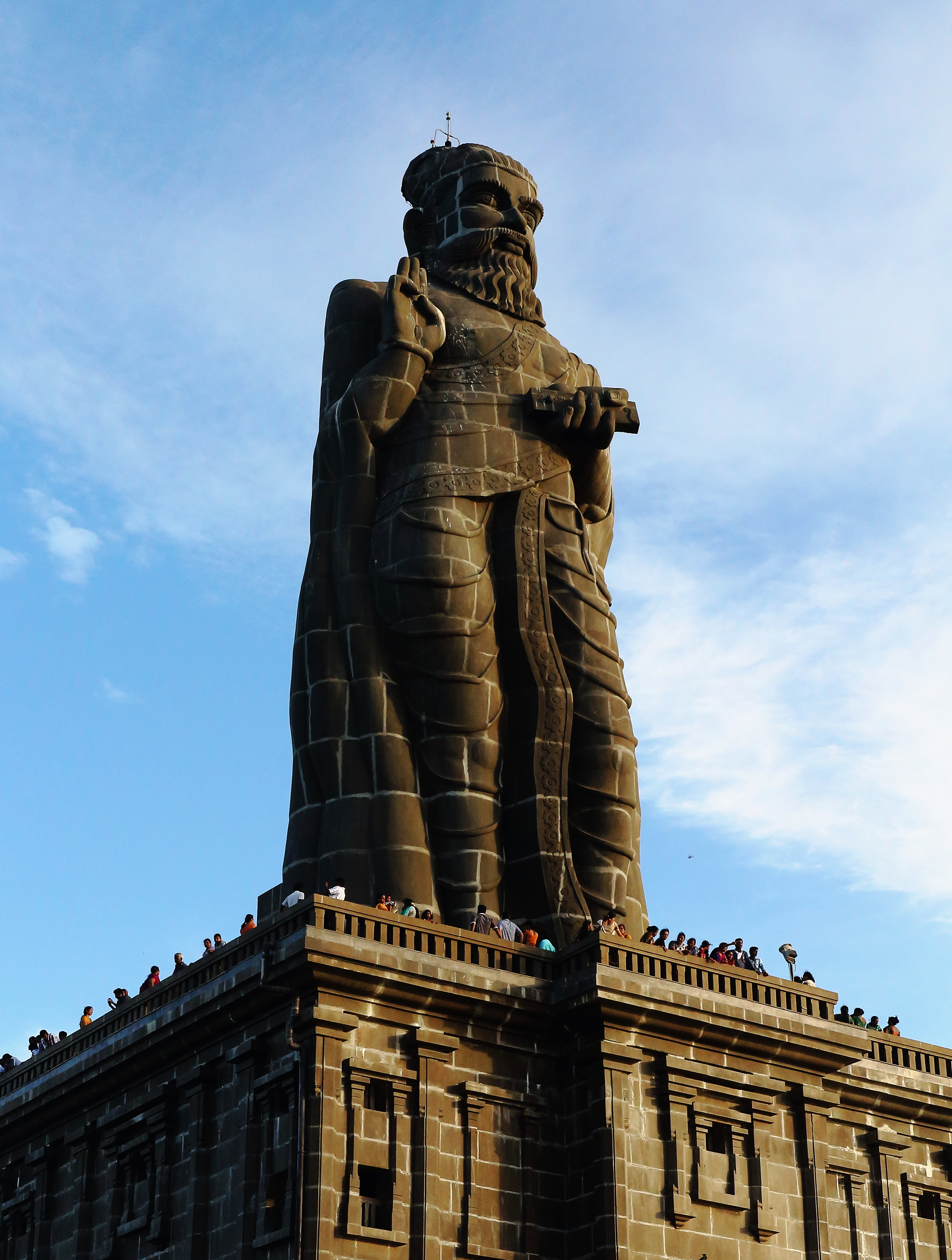
La Statue de Thiruvalluvar, construit selon les canons de l'architecture dravidienne.
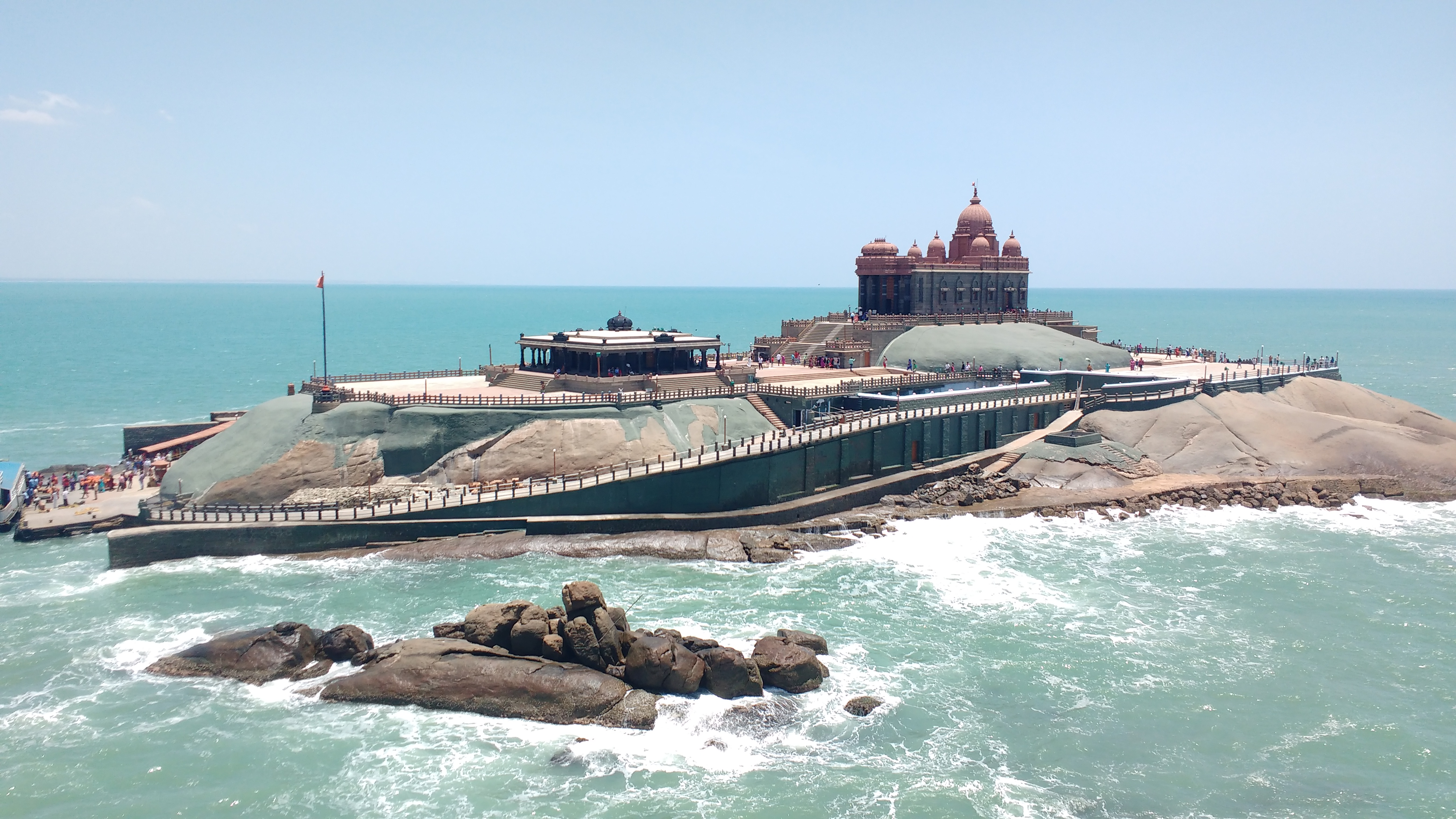
Le Mémorial du rocher de Vivekananda, également un centre religieux de la Mission Ramakrishna. Son style mêle l'architecture bengalie avec celle des temples du Tamil Nadu.
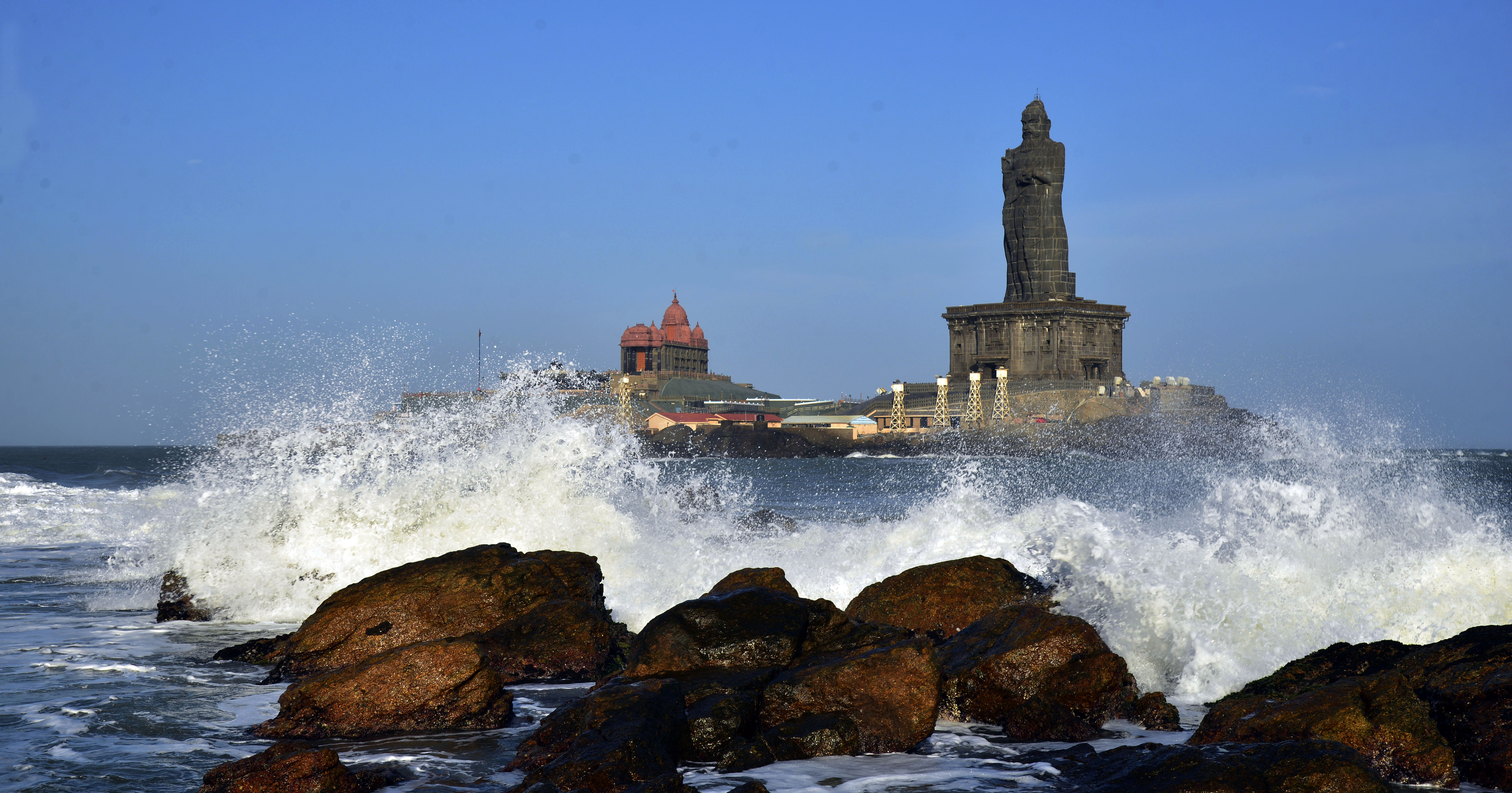
Vue sur les deux sites monumentaux du cap, depuis le rivage. Ce sont des constructions assez récentes, bâties en 1970 et en 2000, au-delà de clivages communautaires. Elles reposent sur des rochers de charnockite.
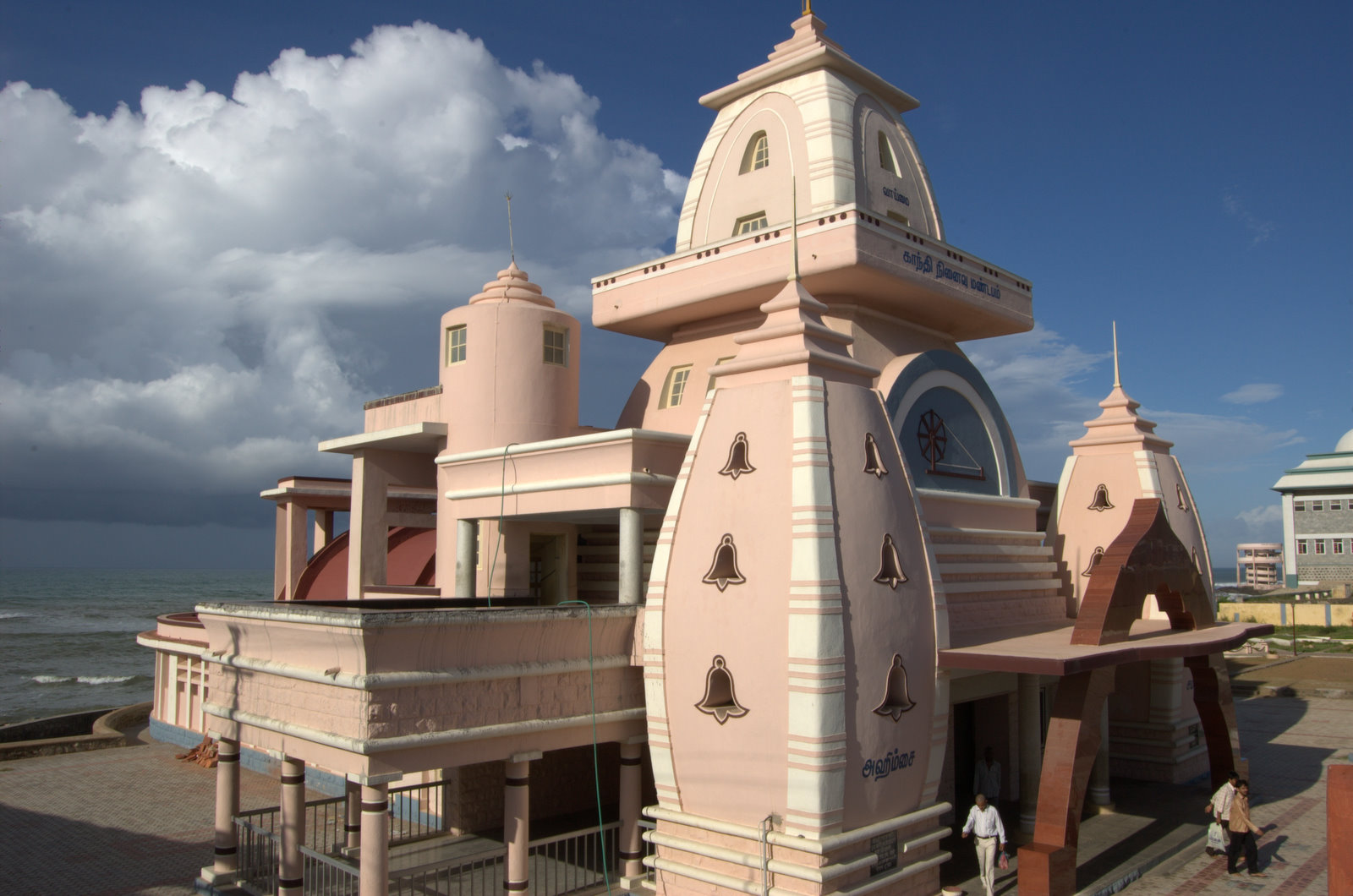
Le Mémorial de Gandhi, ou Gandhi Mandapam. Gandhi visita Kanyakumari à deux reprises, en 1925 et en 1937, et eut une grande impression des lieux.
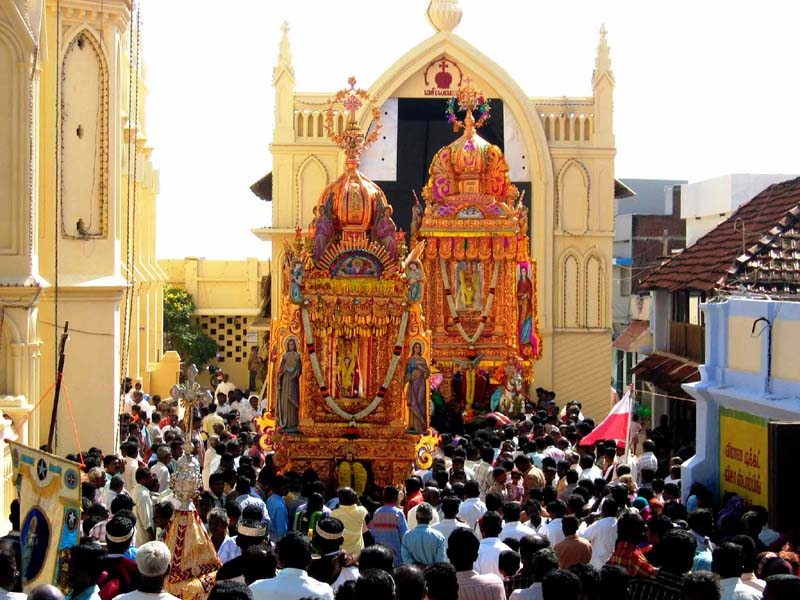
Procession des deux chars d'or (datés des XVIIIe et XIXe siècles) à la fête de l'église de Notre-Dame de la Merci (Vierge de Miséricorde).
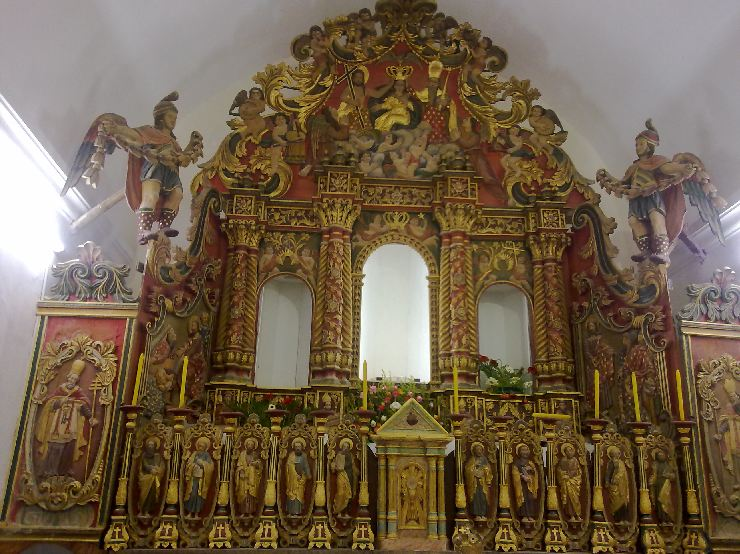
Retable de l'ancienne église de Notre-Dame-de-la-Merci (localement Our Lady of Ransom), construite au XVIIIe siècle dans le style baroque.
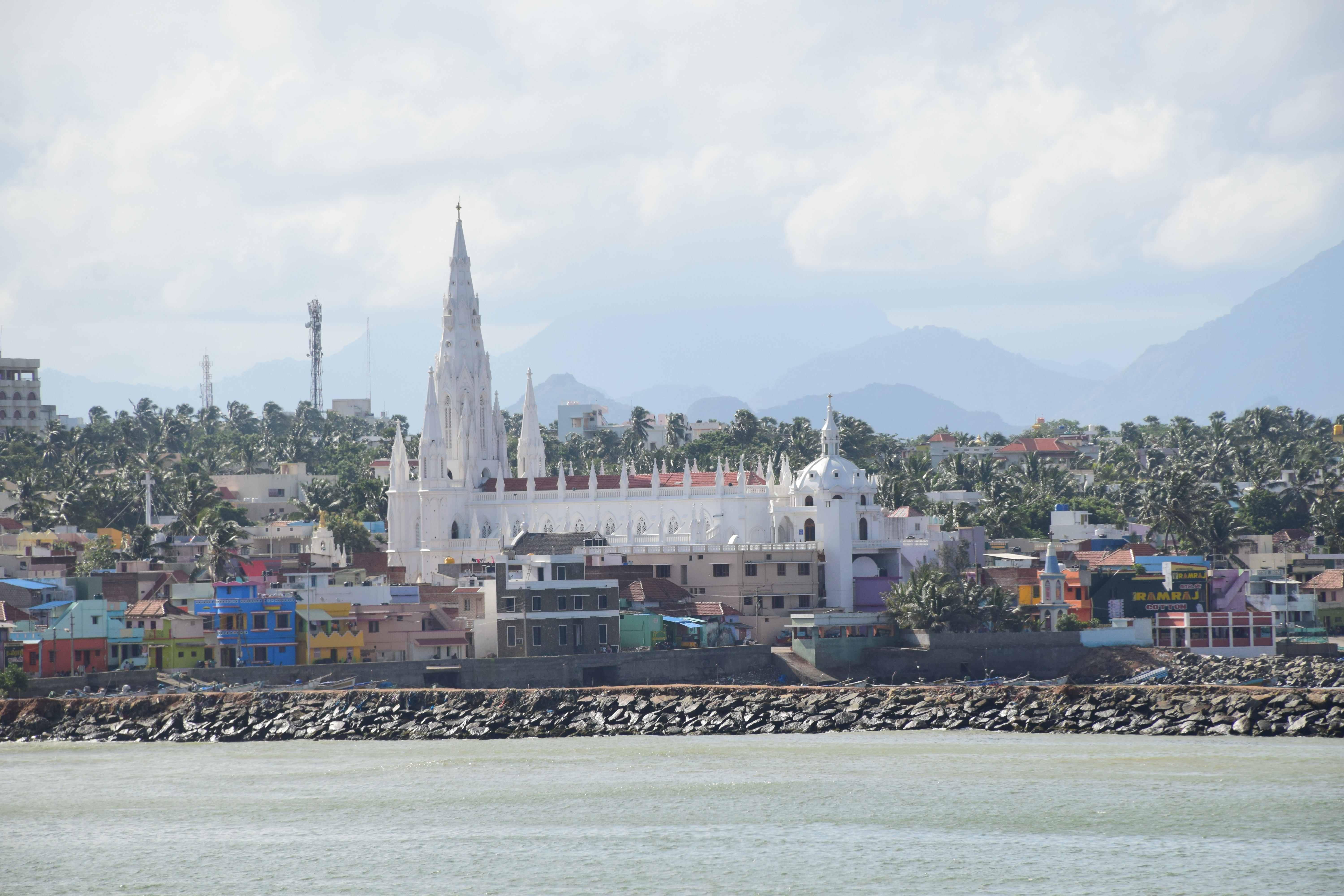
Vue sur la nouvelle église de Notre-Dame-de-la-Merci, de style gothique, et le quartier des pêcheurs. En arrière-plan apparaissent les Ghats occidentaux.
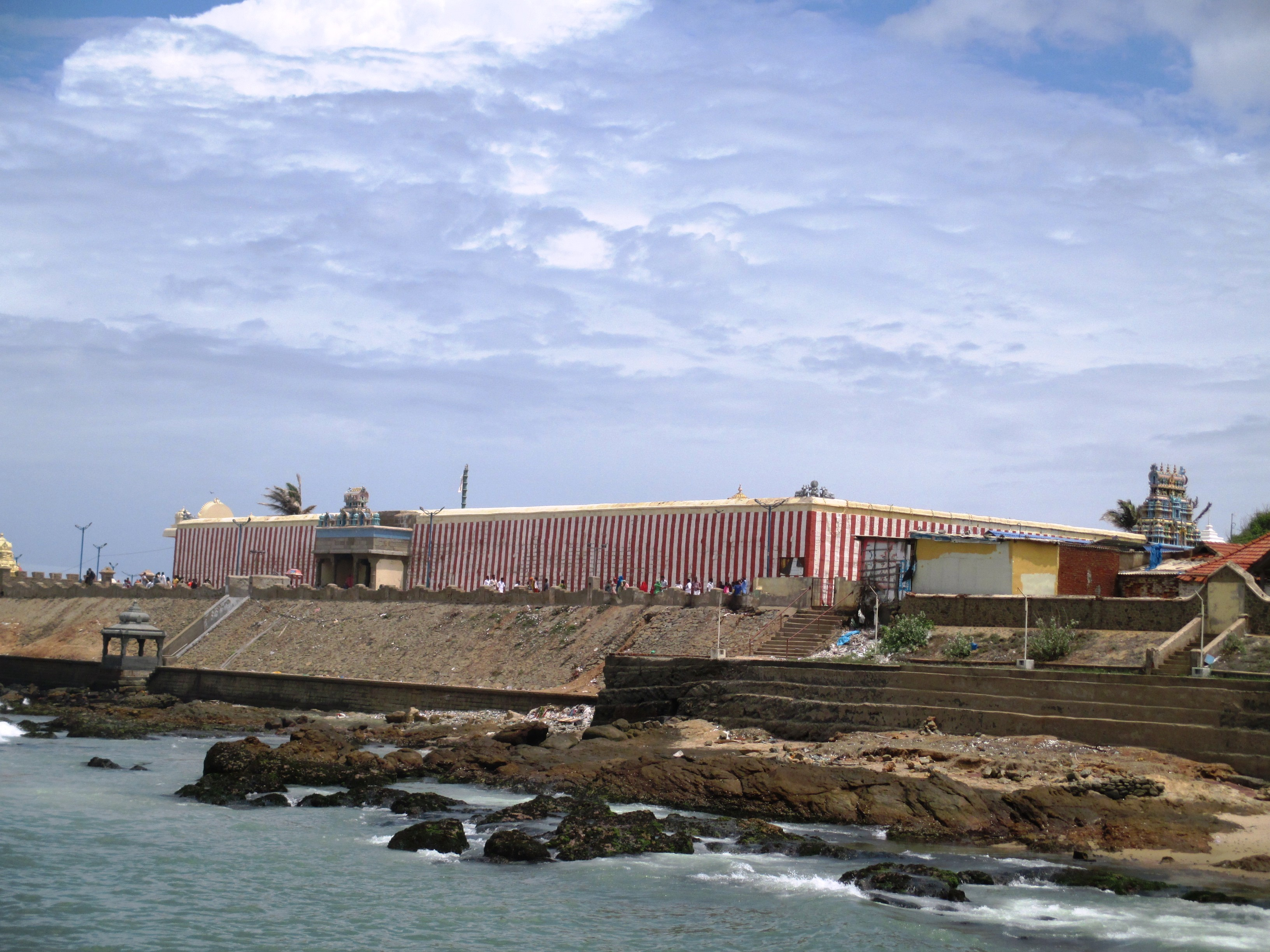
Vue sur le temple de Bhagavati ou Kumari Amman, situé sur le cap, à l'extrémité de l'ancien quartier hindou, aujourd'hui "touristifié".
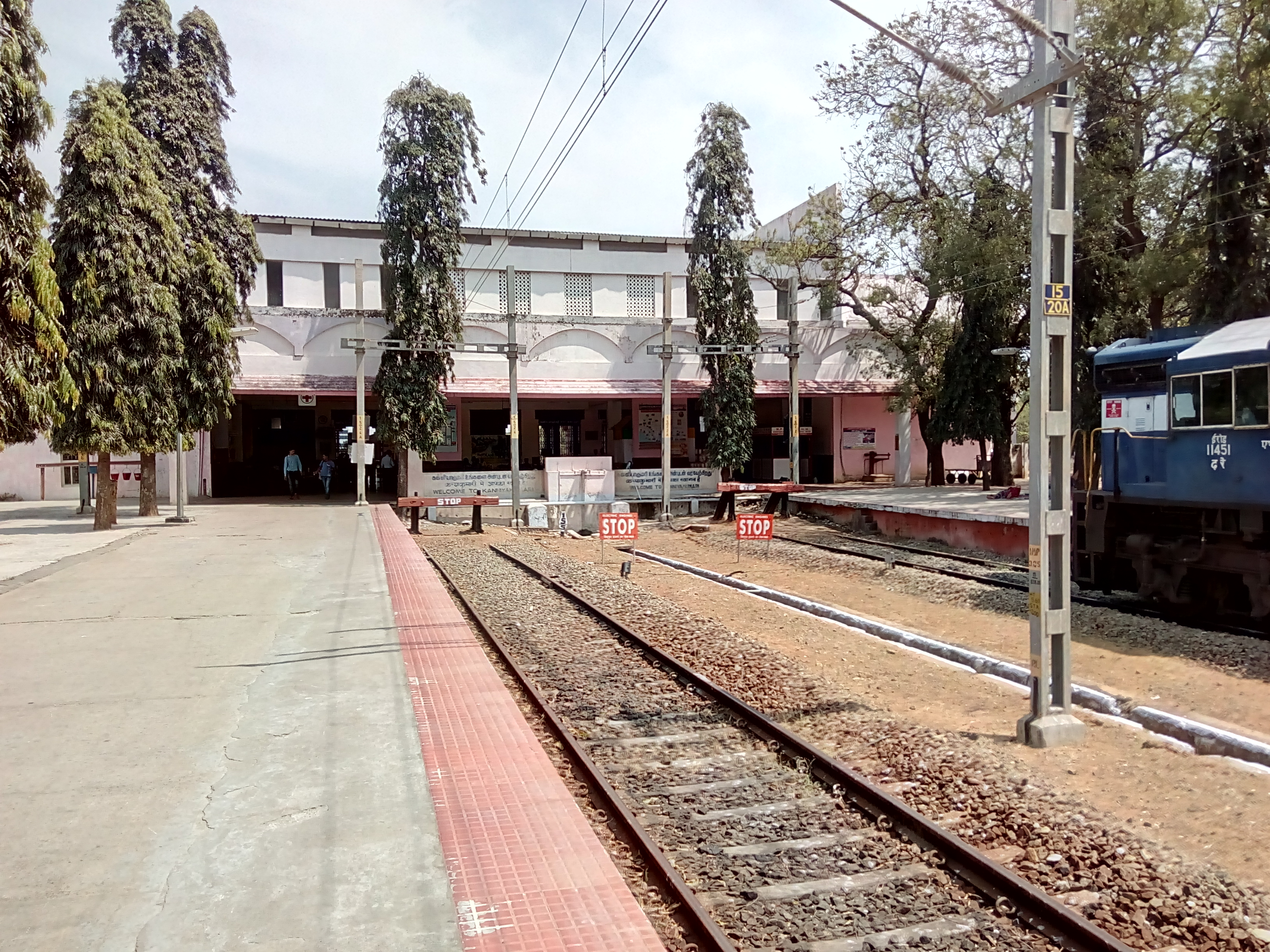
Heurtoirs en fin de voies à la gare de Kanyakumari, extrémité méridionale du réseau ferré indien depuis 1979.

## Personnalités liées
- Kumari Ananthan, homme politique indien, y est né en 1933.